# Eucereon pseudocasca
Eucereon pseudocasca là một loài bướm đêm thuộc phân họ Arctiinae, họ Erebidae.